# مانگوس
مانگوس (انگلیسی: The Mongoose) یک فیلم اکشن و دلهره‌آور آمریکایی-استرالیایی آماده اکران به نویسندگی تامپسون ایوانز و کارگردانی مارک وانسلو با بازی لیام نیسون، مریسا تومی، وینگ ریمز و مایکل چکلیس است.

## خلاصه داستان
یک قهرمان جنگی متهم به جنایتی که مرتکب نشده است و چیزی برای از دست دادن ندارد، پلیس را در یک تعقیب و گریز ماشینی حماسی تلویزیونی هدایت می‌کند، با کمک اعضای گردان ارتش نیروهای ویژه سابقش، در حالی که مردم مجذوب او را تشویق می‌کنند.

## ساخت
در ماه مه ۲۰۲۴، اعلام شد که نیسون برای بازی در این فیلم انتخاب شده است. در فوریه ۲۰۲۵، اعلام شد که تومی و ریمز در این فیلم بازیگر شدند و فیلمبرداری در ویکتوریا آغاز شد.